# 岐阜県道267号神原揖斐川線
岐阜県道267号神原揖斐川線（ぎふけんどう267ごう かんばらいびがわせん）とは、岐阜県揖斐郡揖斐川町内を走る一般県道である。

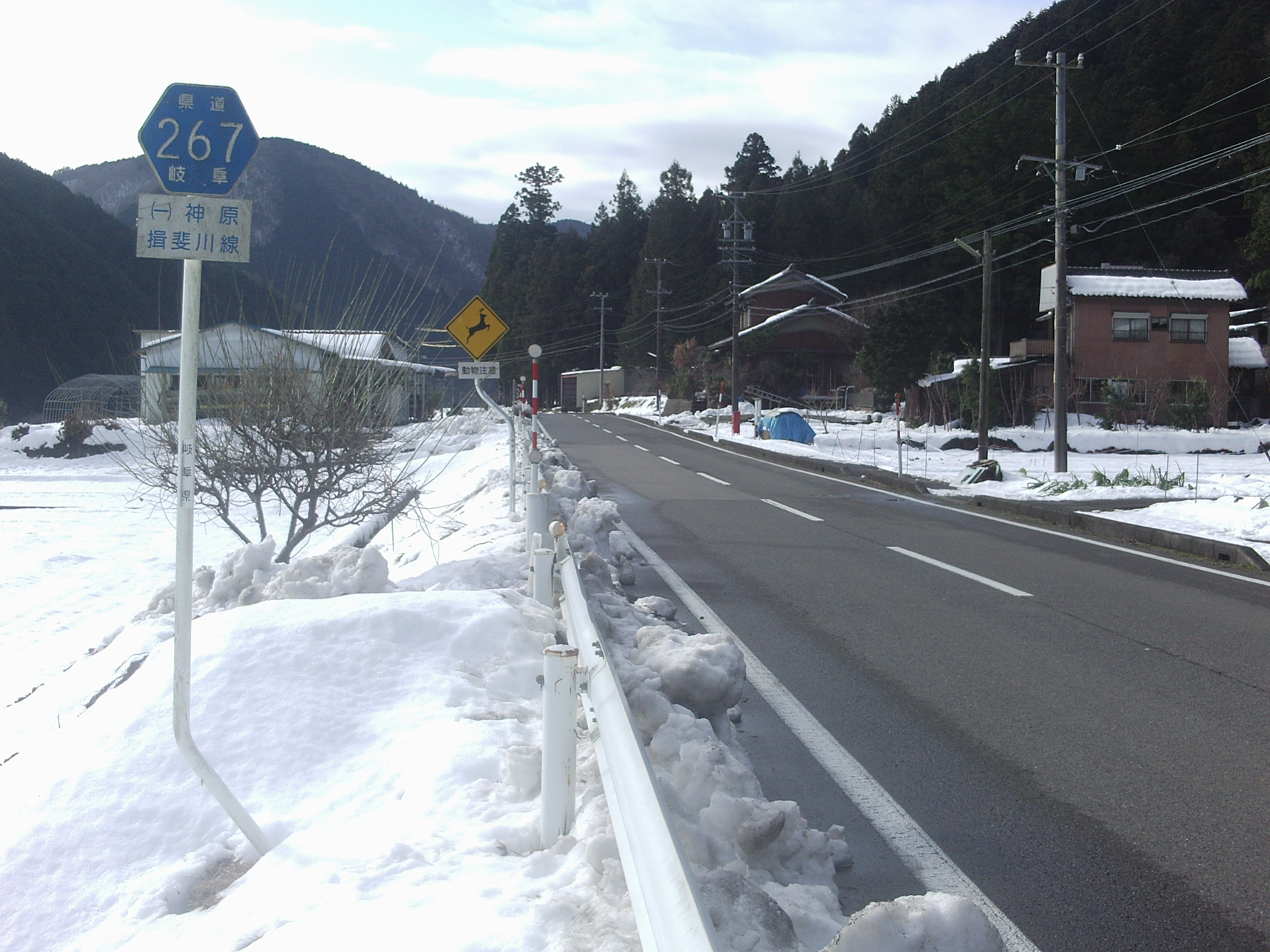
谷汲神原。

## 概要
起点は横蔵寺の駐車場付近で、その後岐阜県道40号山東本巣線と一時重複したのちに仁坂坂峠（にさかざかとうげ）に向かう。この峠は旧谷汲村と旧揖斐川町との境であった。終点側へ向け下って行く峠道は1.5車線程度とあまり走りやすい道ではない。ただ、春先は桜並木となり隠れた名所でもある。峠道を下りきった若松地内は茶畑・里山・集落を縫うように1車線の隘路が県道指定されていて、「険道」と化す。
横蔵寺を含む谷汲西部と揖斐川町中心部を最短距離で結ぶが、広域農道と岐阜県道40号山東本巣線を経由した方が道幅も広い上に所要時間も短く便利である。

### 路線データ
- 起点：岐阜県揖斐郡揖斐川町谷汲神原（横蔵寺駐車場前）
- 終点：岐阜県揖斐郡揖斐川町房島（国道303号・国道417号（重複）交点（上南方交差点））

## 重複区間
- 岐阜県道40号山東本巣線（揖斐川町谷汲神原・揖斐川町谷汲木曽屋 間）

## 通過する自治体
- 揖斐川町

## 主な接続道路
- 岐阜県道268号神原西津汲線（揖斐川町）
- 国道303号・国道417号（重複）（揖斐川町「上南方」交差点）

## 周辺
- 横蔵寺